# 아제르바이잔의 도시 목록

아제르바이잔의 지도

아제르바이잔의 도시 목록이다. 아제르바이잔은 남캅카스 지역에 위치한 국가로, 서남아시아와 동남유럽의 교차로에 위치해 있다. 2013년 기준, 아제르바이잔에는 78개의 도시가 있으며, 이 중 10개는 공화국 직할시, 67개는 군 단위 도시, 그리고 1개는 특별 법적 지위 도시이다. 그 다음으로는 260개의 도시형 정착촌과 4,252개의 마을이 있다.

## 아제르바이잔의 도시
아제르바이잔에는 공식적으로 도시의 지위를 가진 도시 거주지가 78개 있다.
- 아그담
- 아그다쉬
- 아그자바디
- 아그스타파
- 아그수
- 아스타라 (아제르바이잔)
- 아가다라
- 바벡
- 바쿠 - 아제르바이잔의 수도이자 가장 큰 도시
- 발라켄
- 배르대
- 베일라간
- 빌라수바르
- 다쉬카산
- 푸줄리
- 개대배이
- 간자
- 고란보이
- 고이차이
- 고이골
- 하즈가불
- 이미슐리
- 이스마일리
- 자브라일
- 줄파
- 칼바자르
- 하치마스
- 칸켄디
- 코자벤드
- 키르달란
- 쿠르다미르
- 랜캐란
- 레릭
- 마살리
- 민개체비르
- 나흐츠반 (도시)
- 나프탈란
- 네프찰라
- 오구즈
- 오르두바드
- 게벨레
- 카흐어
- 카자흐어
- 쿠바
- 쿠바들리
- 쿠사르
- 사틀리(도시)
- 사비라바드
- 샤브란
- 샤부즈
- 섀키
- 샤마흐
- 솀키르
- 샤루르
- 시르반
- 시야잔
- 슈샤
- 숨가이트
- 치석
- 토부스
- 우자르
- 야르딤리
- 예블라흐
- 자카탈라
- 재르다프
- 잔길란

## 같이 보기
- 아제르바이잔의 행정 구역
- 나라별 도시 목록